# Herman Van Rompuy
Herman Van Rompuy (ˈɦɛɾmɑn vɑn ˈɾɔmpœy̆ⓘ; born 31 tháng 10 năm 1947) là Chủ tịch Hội đồng châu Âu nhiệm kỳ dài đầu tiên.
Một chính trị gia người Flandre Bỉ của đảng Dân chủ Thiên chúa giáo và Flemish, ông giữ chức Thủ tướng Bỉ từ ngày 30 tháng 12 năm 2008 cho đến khi Yves Leterme kế nhiệm ngày 25 tháng 11 năm 2009.
Trong tinh thần hiệp ước Lisbon về tổ chức Liên hiệp châu Âu, Van Rompuy được bầu lên trong cuộc họp thượng đỉnh ngày 19 tháng 11 năm 2009, trở thành tân tổng thống cho cả khối này, tại trụ sở trung ương của ở Brussels, Bỉ. Các nhà lãnh đạo 27 quốc gia thành viên đồng thuận bầu Van Rompuy vào chức vụ tổng thống, và Catherine Ashton, Ủy viên Mậu dịch nước Anh, làm bộ trưởng Ngoại giao.
Đây là lần đầu tiên Liên Âu có giới lãnh đạo chính thức trong ý hướng củng cố tổ chức liên minh này thành một định chế vững vàng. Cho tới nay chức vụ chủ tịch Liên Âu được các nước thành viên luân phiên đảm nhận mỗi 6 tháng. Nhiệm kỳ của tân tổng thống thứ nhất sẽ kéo dài ít nhất 2½ năm, từ 1 tháng 12 năm 2009 đến 31 tháng 5 năm 2012.
Các chính khách quốc tế nhận định là hai người vừa được bầu lên đều ít có kinh nghiệm ngoại giao quốc tế và là những tên tuổi còn xa lạ với thế giới. Van Rompuy giữ chức thủ tướng Bỉ từ tháng 12, năm 2008, có khuynh hướng bảo thủ, thành tích của ông là đã giữ được sự ổn định cho nước này trong giai đoạn khủng hoảng kinh tế và nhiều rắc rối chính trị. Bà Ashton là một chính trị gia Anh cánh trung tả, ít có kinh nghiệm ngoại giao.